# Simba Makoni
Pour les articles homonymes, voir Makoni.
Simbarashe Herbert Stanley Makoni, mieux connu sous le nom de Simba Makoni, né le 22 mars 1950, est un homme politique zimbabwéen. Il fut ministre des Finances et du Développement économique au sein du gouvernement de Robert Mugabe de 2000 à 2002. En 2002, il se prononça en faveur de la dévaluation du dollar zimbabwéen, ce qui l'amena à un désaccord avec le président Mugabe. Il fut exclu du gouvernement.
Il se présenta en tant que candidat indépendant à l'élection présidentielle du 29 mars 2008. Il obtint 8,3 % des voix.